# Janvier 1888

## Événements
- 1er janvier : création de la KPM (Koninklijke Paketvaart Maatschappij[1]), compagnie maritime qui assure les liaisons entre les différentes îles indonésiennes.

- 11 janvier : Louis Le Prince dépose un brevet pour une caméra à une lentille.

- 19 janvier : Thomas Greenway devient premier ministre du Manitoba, remplaçant David Howard Harrison.

## Naissances
- 8 janvier : Matt Moore, acteur américain.
- 18 janvier : Charles Gavan Power, homme politique fédéral provenant du Québec.
- 22 janvier : Rodolfo Gaona, matador mexicain († 20 mai 1975).
- 24 janvier : Ernst Heinkel, constructeur d'avions allemand († 30 janvier 1958).
- 28 janvier : Louis Mordell (1888-1972), mathématicien américano-britannique († 12 mars 1972).

## Décès
- 6 janvier[2] : Hermann Kanzler, baron, général, pro-ministre des armées du Saint-Siège.
- 15 janvier : Jean-Baptiste André Godin, industriel et philanthrope français, créateur de la société des poêles en fonte Godin.
- 17 janvier : Big Bear, chef cri.
- 22 janvier : Eugène Labiche, dramaturge français (° 6 mai 1815).
- 30 janvier : Mary Howitt, poétesse anglaise (° 12 mars 1799).